# Baltički klint
Baltički klint (est.: Balti klint, šve.: Baltiska klinten, rus.: Балтийско-Ладожский уступ, Глинт) erozijska je vapnenačka litica koja se nalazi na nekoliko otoka Baltičkoga mora u Estoniji, u Lenjingradskoj oblasti u Rusiji i na otocima Gotland i Öland u Švedskoj. Bio je prikazan na poleđini novčanice od 50 kruna iz 1928. i na novčanici od 100 kruna iz 1992.
Baltički klint aktivan je oblik reljefa koji se s vremenom djelomice povlači. Nije poznato je li i u kojoj mjeri baltički klint nastao u postglacijalno doba ili se razvio iz oblika sličnih liticama koje je oblikovala fenoskandijska ledena ploča. Na Gotlandu u 20. stoljeću stope povlačenja litica procijenjene su na 0,15 do 0,78 cm na godinu.

## Geografija
Baltički klint proteže se otprilike 1200 km od otoka Öland u Švedskoj preko epikontinentalnog pojasa i estonskih otoka Osmussaar i Suur-Pakri do Paldiskija, zatim uz južnu obalu Finskoga zaljeva i rijeke Neve do područja južno od jezera Ladoga u Rusiji, gdje je nestaje ispod mlađih sedimentnih naslaga.
Litica doseže 55,6 m nadmorske visine na najvišoj visini u Ontiki u župi Kohtla u okrugu Ida-Viru u Estoniji. Presijecaju ga brojne rijeke, najveće od kojih su Narva, Luga, Ižora i Tosna, mnoge od njih tvore slapove i brzake slijevajući se niz liticu. Vodopad Valaste u župi Kohtla s padom od 25 m najviši je vodopad koji teče niz Baltički klint.
U Ölandu i Gotlandu duž klinta postoji niz morskih hridi poznatih kao raukovi. U slučaju Gotlanda, raukovi su formirani u vapnencu koji predstavljaju grebene koji su postojali u geološkoj epohi silura. Dok valovi udaraju o vapnenačke litice, već postojeće okomite pukotine erodiraju i šire se. S vremenom to dovodi do stvaranja špilja koje se stapaju s preostalom središnjom stijenskom masom oblikujući tako rauk. Područja s posebno visokim koncentracijama raukova su Fårö u sjevernome Gotlandu i Byrum u sjeverozapadnome Ölandu. Dok se neki raukovi pojavljuju pored ili kao dio litica, neki su udaljeniji od litice, a neki su potpuno neovisni od nje.

## Vanjske poveznice
- Pregled sjevernoestonskog Klinta, pristupljeno 27. travnja 2023.